# 이사 (진나라)
이사(李斯, 기원전 284년 ~ 기원전 208년)는 중국 전국시대 ~ 진나라의 철학자·정치가이며, 자는 통고(通古), 초나라 상채(上蔡, 현재의 허난성 주마뎬시 상차이현) 사람이다. 여불위 천거로 진나라 조정에 출사하여 시황제를 섬겼다. 그는 유학자였으나 사상적 기반은 법치주의이며, 도량형의 통일, 분서 등 실시하여, 진시황을 도와 진의 법치주의 기반을 확립하는 데 크게 이바지했고, 시황제 사후, 조고와 권력 싸움에 패하고서 살해당했다. 생전 유학자를 자처하였으나 사후 법가로 분류되었다. 순황의 문인이다.
사마천(司馬遷)은 이사는 한비자(韓非子)와 함께 순자의 문하생으로 있다가 서쪽 진나라 여불위의 사인(舍人)으로 진시황의 제국을 만드는데 큰 기여를 한 인재라 평했다.

## 생애

### 생애 초반
젊었을 때 말단 관리를 지냈는데, 하루는 뒷간의 쥐는 더러운 것을 먹고 지내며 개가 다가오면 몹시 두려워하였으나 곳간의 쥐는 쌓여있는 곡식을 먹으며 편히 지내고 또 개가 다가와도 전혀 두려워하지 않는 모습을 보고 "사람이 잘나고 못남은 이 쥐처럼 환경에 따라 정해지는 것인가"라며 생각하여 순자의 밑으로 가 공부하게 되었다는 일화가 있다. 순자는 공자(孔子)의 문인인 자궁(子宮)의 문도였고, 같은 순자의 제자 즉 이사의 동문으로는 한(韓)의 공자였던 한비(韓非)가 있었다. 순자로부터 육경(六經)을 배운 이사는 이후 진나라에 들어가 여불위의 식객이 되었고, 여불위로부터 재능을 인정 받아 그의 추천을 받고 관직에 진출했다.

### 관료 생활
시황제를 모시고, 그 시종이 되었다. 본래 법가는 유가 중 현실주의, 법치주의를 강조하던 한 분파였고 그는 생전에 유학자를 자처하였다.
이사는 시황제의 명령으로 타국에 잠입하여, 각국의 왕족과 장군들 사이의 이간책을 실시하여 공적을 세우고, 객경(客卿, 타국 출신의 대신)이 되었다.
기원전 237년 순조롭게 출세하고 있던 이사이지만, 노애(嫪毐)라고 하는 타국 출신자가 반란을 일으켰기 때문에, 국내에서 타국 출신자의 평판이 나빠져, 이윽고 외국인의 추방령이 나왔다. 이대로는 곤란했던 이사는 황제에게 표문을 올려 추방령의 철회를 요구했다. 이 문장은 실로 정연한 명문으로, 후에 문선에도 수록되었다. 황제인 영정도 이 명문에 설득되어 추방령의 철회를 결정했다.

### 집권

#### 집권 초기
권력자인 여불위가 자결한 후에, 더욱더 영정의 신뢰가 두터워진 이사이지만, 그 지위를 위협하는 사람이 있었다. 동문인 한비였다. 영정은 그 전에 한비의 저작인 한비자(韓非子)를 읽고, "이 자와 친할 수 있다면, 죽어도 후회는 없다."라며 그의 사상에 심취하였고, 만약 이대로 한비가 등용된다면 자신의 지위는 매우 위험해 질것이라 생각한 이사는 정에게 한비를 중상모략 하여 투옥시키고, 옥중에 있는 한비를 독살한다.
이리하여, 라이벌을 제거한 이사는 진나라의 부국강병 정책을 적극적으로 실시, 기원전 221년 결국 진나라는 중국을 통일하여, 영정은 진 시황제(秦始皇帝)가 되었다.

#### 개혁 정책
진나라의 중국 통일 후에 시황제는 승상인 왕관(王綰), 어사대부 풍겁(馮劫) 등 중신들로부터, 주나라의 제도인 봉건제를 채용하여 시황제의 왕자들을 각지의 왕으로 봉하도록 하자며 주청을 올렸지만 이사는 격하게 반대하였고 주나라가 왜 멸망했는지의 이유를 구체적으로 설득하고 한편으로 더욱 강력한 군현제의 시행을 주장했다.
이사가 주청하길 조정에서 지방관아로 직접 관리들을 파견하여 중앙에서 지방관들을 통제하도록 하고, 지방관의 근무 태도나 비위행위를 수시로 감찰하는 관리들의 파견을 건의하였다. 또한 왕의 형제나 친속에게는 친왕(親王)과 같은 이름뿐인 작위를 부여할 것도 주장하였다. 또, 정치에 쓸데없이 비판만하는 학자들의 저서를 모아 분서를 실시하도록 진언했다. 이는 후일 진시황의 분서갱유에 대한 정당화의 근거로 제시되었는데, 이때문에 그는 선비들을 죽음으로 몰고가게 했다하여 사후 다른 유학자들로부터 심한 비판을 받게 된다.

### 생애 후반
기원전 210년 가을 7월에, 시황제가 순행 도중에 사망하여, 이사는 환관 조고(趙高)와 함께 위조를 만들고, 시황제의 막내 아들 호해를 진 이세황제(二世皇帝)로 즉위시키고, 태자 부소를 자결하게 했다.
시황제 사후 기반이 흔들린 진나라는, 다음 해에 진승, 오광의 난을 비롯한 반란이 연이어 발생하여, 정국혼란이 가중되었으나 이세 황제는 국사를 멀리하여, 궁궐 밖의 상황을 모르는 상황이었다. 이에 이사는 이 난국을 어떻게든 막아보려 간언하였지만, 이사를 시기한 조고는 이를 불충으로 몰아 황제 호해를 분노케 한다.
기원전 208년 이사는 우승상 곽거질(霍去疾), 장군 풍겁(馮劫)과 함께 아방궁의 축조를 멈추도록 이세 황제에게 진언했지만 받아들여지지 않았고, 곽거질과 풍겁은 스스로 목숨을 끊었다. 이사는 재차 황제에게 간하였지만, 오히려 이세 황제의 분노를 얻게 되고 설상가상으로 조고의 모략으로 집요한 문초를 받았으며 고문에 견디지 못한 이사는 조고가 날조하여 올린 죄(초나라의 장군 항량의 군사에게 이사의 장남으로 삼천수(三川守) 이유가 초나라 군과 내통한다는 죄)를 인정하였다.

### 죽음
이사는 옥에서 자신과 함께 잡힌 둘째 아들을 보며 말하였다.
| “ | 너와 함께 다시 한 번 누런 개를 끌고 상채 동쪽 문으로 나아가 토끼를 사냥하려 했는데, 이제는 그럴 수 없겠구나! | ” |

말을 마친 후 이사와 그의 둘째 아들은 소리내어 울고 7월, 함양의 시장 바닥에서 허리가 잘리고 코가 베어지는 요참형에 처해지고, 그의 삼족이 모두 죽임을 당하였다.

## 저작
- 《태산각석》(泰山刻石)
- 《낭야각석》(琅邪刻石)
- 《역산각석》(嶧山刻石)
- 《회계각석》(會稽刻石)
- 《진량》(秦量)

## 평가
한비자가 법가 이론의 완성자라면 이사는 법가 시행의 완성자로 여겨진다. 이사는 한비를 모살한 일이나 위조로 부소를 죽인 일, 그 밖에도 유생을 철저하게 탄압한 분서 갱유에 깊게 관여하였기에, 후세는 평가절하하지만, 진의 중국 통일에 있어 가장 큰 역할을 했으며 사마천도 사기에 '이사가 길을 잘못 들지 않았다면 그 공적은 주공, 소공에 비견했을 것이다.'라고 말하고 있다.

## 기타
그와 동명이인의 묵가 사상가 이사도 있다.

## 같이 보기
| - 유교 - 법가 - 공자 - 자궁 - 순자 - 한비자 - 진시황 - 조고 | - 법치주의 - 지방자치 - 중앙집권제 - 군현제 - 오가작통법 - 어사 - 호해 - 진왕 자영 | - 마키아밸리 - 성악설 - 상앙 - 진시황 - 여불위 - 한비 |